# 통의후
통의후 왕교(通義侯 王僑, 1097년 ~ 1119년 음력 4월 19일)는 고려 중기의 왕족이다. 숙종과 명의왕후의 막내 아들이다.

## 생애

### 가계
1097년(숙종 2년) 숙종과 명의왕후의 7남으로 태어났다. 성은 왕, 이름은 교(僑), 본관은 개성이다. 예종 등의 친동생이며, 순종, 선종 등의 조카이자 헌종과는 친사촌 간이 된다. 또 인종 등의 숙부이기도 하다. 왕교는 성격이 총명하고 예리하였으며, 학문을 즐겼다. 또 선비를 매우 좋아하였다.
왕교의 모후 명의왕후는 숙종의 유일한 부인으로, 문하시중을 지낸 정주 유씨 유홍의 딸이다. 당시 왕비들이 대개 인천 이씨 출신이던 때에 태조의 신혜왕후, 정덕왕후에 이어 오랜만에 탄생한 정주(지금의 경기도 개풍군) 출신의 왕비이다.

### 왕자 시절
1103년(숙종 8년) 정식으로 작위를 받고 예물을 하사받았다. 예종 즉위 후인 1106년(예종 원년) 음력 2월 2일에는 추인찬화공신 개부의동삼사 검교상서령 수사공 상주국 통의후의 관작을 받았다. 이후 1110년(예종 5년) 음력 12월 관직에 봉절공신 수사도가 더해졌으며, 1114년(예종 9년) 음력 12월 16일에는 추성공신 검교태보 수태위가 더해졌다. 이렇게 하여 최종적으로 1115년(예종 10년) 음력 1월 19일에는 추인찬화봉절공신 개부의동삼사 검교태보 수태위 상주국에 임명되었다. 또 새로운 관직을 부여받을 때마다 많은 식읍을 받았다.
그러나 1119년(예종 14년) 음력 4월 19일 불과 23세의 나이로 사망하고 말았다. 호는 통의후(通義侯)이며, 시호는 영장(英章)이다.

## 가족 관계
왕교는 혼인하여 딸 하나를 두었다. 왕교의 딸은 숙부인 대방공의 아들 왕유와 혼인하여 왕공을 낳았다. 왕공은 인종의 딸 영화궁주와 혼인하였으며, 훗날 소성후(邵城侯)로 책봉되었다.
- 조부 : 고려 제11대 문종(文宗, 1019년~1083년, 재위:1046년~1083년)
- 조모 : 인예왕후(仁睿王后, ?~1092년)
  - 백부 : 고려 제12대 순종(順宗, 1047년~1083년, 재위:1083년)
  - 백부 : 고려 제13대 선종(宣宗, 1049년~1094년, 재위:1083년~1094년)
    - 사촌 : 고려 제14대 헌종(獻宗, 1084년~1097년, 재위:1094년~1095년)

  - 아버지 : 고려 제15대 숙종(肅宗, 1054년~1105년, 재위:1095년~1105년)
- 외조부 : 유홍(柳洪, ?~1091년)
  - 어머니 : 명의왕후(明懿王后, ?~1112년)
    - 형 : 고려 제16대 예종(睿宗, 1079년~1122년, 재위:1105년~1122년)
      - 조카 : 고려 제17대 인종(仁宗, 1109년~1146년, 재위:1122년~1146년)

    - 형 : 상당후 왕필(上黨侯 王佖, ?~1099년)
    - 형 : 원명국사 징엄(圓明國師 澄儼, 1090년~1141년)
    - 형 : 대방공 왕보(帶方公 王俌, ?~1128년)
      - 조카, 사위 : 왕유(王瑜, ?~1141년)

    - 형 : 대원공 왕효(大原公 王侾, 1093년~1161년)
    - 형 : 제안공 왕서(齊安公 王偦, ? ~ 1131년)
    - 누나 : 대령궁주(大寧宮主, ?~1114년)
    - 누나 : 흥수궁주(興壽宮主, ?~1122년)
    - 누나 : 안수궁주(安壽宮主, 생몰년 미상)
    - 누나 : 복녕궁주(福寧宮主, 1096년~1133년)
    - 아내
      - 딸 : 왕씨(생몰년 미상)
      - 사위 : 왕유
        - 외손자 : 소성후 왕공(邵城侯 王珙, 생몰년 미상)